# Studzianka (Wierzbowa)
Studzianka (niem. Armadebrunn) – uroczysko, dawna miejscowość w Polsce, położona w województwie dolnośląskim, w powiecie bolesławieckim, w gminie Gromadka.
Pierwotnie wieś w dawnym powiecie szprotawskim, następnie wcielona do powiatu bolesławieckiego i gromady Wierzbowa, a później do województwa legnickiego, do sołectwa Wierzbowa. W 1999 r. wcielona znowu do pow. bolesławieckiego w nowo powstałym woj. dolnośląskim.
W 1945 wieś została porzucona przez dotychczasowych mieszkańców, nie została już ponownie zasiedlona. W 1946 otrzymała nazwę Studzianka. Zamieszkałe pozostały jedynie budynki przy stacji kolejowej Studzianka (gmina Leszno Górne), która była oddalona od tej wsi o około 1,5–2 km. Jednakże zabudowania przystacyjne należały do obrębu wsi Wierzbowa. Mieszkańcami tych domów byli głównie kolejarze, którzy w połowie lat 70. XX w. przesiedleni zostali do Legnicy.
Do 1992 teren byłej wsi znajdował się na terenie sowieckiego poligonu wojskowego.
Obecnie, po opuszczeniu tych terenów przez Sowietów, obszar ten wchodzi w skład powiatu bolesławieckiego i leży w granicach Przemkowskiego Parku Krajobrazowego.